# Звягино (Казаковский сельсовет)
Звя́гино — деревня в Вачском районе Нижегородской области. Входит в состав Казаковского сельсовета.
В прошлом — деревня Казаковского прихода Муромского уезда Владимирской губернии.
В Звягино есть стационарная телефонная связь, в нём также установлен «красный» таксофон с номером (83173) 75-209.

## Из истории
В окладных книгах за 1676 год в сведениях о составе Казаковского прихода сказано, что в деревне Звягино 18 дворов крестьянских и 4 бобыльских. В 1897 году в Звягино всего было 120 дворов.
В 1840-х годах Звягино входило в состав владений князя Сергея Григорьевича Голицына.
Звягино (Звягино Закутаринское) также упоминается в книге 1863 года «Списки населенных мест Владимирской губернии по сведениям 1859 г» за номером 3500 как населенный пункт Муромского уезда Владимирской губернии, расположенный в 58 верстах от уездного города при озере Лосихе, имеющий 58 дворов (227 мужчин и 231 женщин жителей).

## Население
| 1859 | 1897 | 1905 | 1926 | 1999 | 2002 | 2010 |
| ---- | ---- | ---- | ---- | ---- | ---- | ---- |
| 458  | ↗727 | ↗777 | ↗904 | ↘568 | ↘537 | ↗558 |

## Известные личности, связанные со Звягино
- Шалыгин, Сергей Андреевич (или Шолыгин) — Герой Советского Союза, старший сержант (1925—1945), закончил звягинскую начальную школу. Во время Великой Отечественной войны, Шолыгин прикрыл собой командира от вражеского снайпера, за что и был посмертно награждён медалью Героя Советского Союза[12][13].